# Вайль (река)

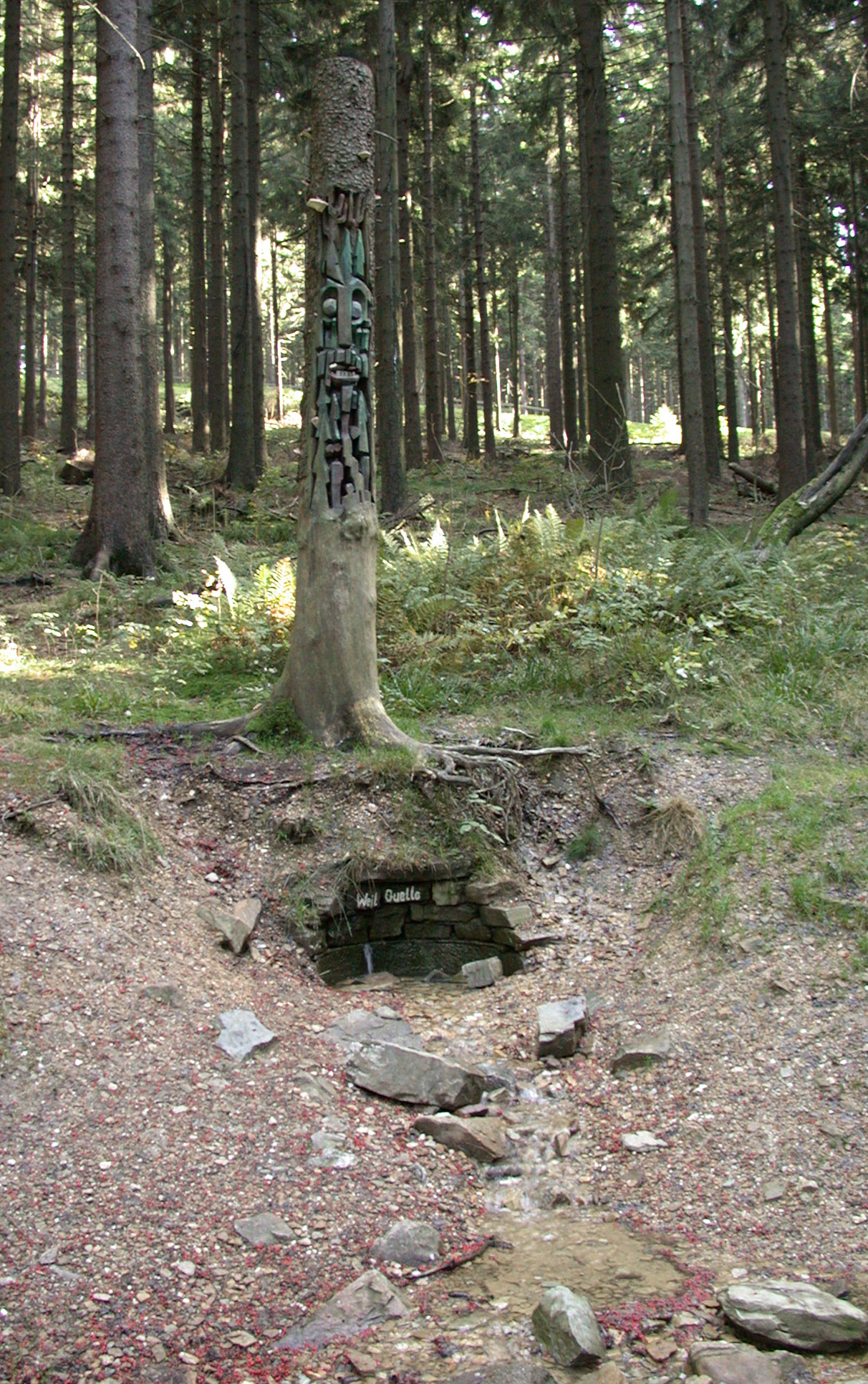
Исток реки

Вайль (нем. Weil) — река в Германии, протекает по земле Гессен. Левый приток реки Лан.
Река Вайль берёт начало у горы Малый Фельдберг (вторая по высоте вершина горного массива Таунус). Течёт на север по узкой долине. Впадает в Лан южнее города Вайльбург.
Название реки, предположительно, произошло от латинского слова «villa» (деревня). Река дала название многим расположенным поблизости населённым пунктам.
Длина реки составляет 46,6 км, площадь водосборного бассейна — 247,9 км². Высота истока составляет 745 м, высота устья — 128 м.
Речной индекс 2586.